# Mors dag
Mors dag är en högtid då barn firar sina mödrar med blommor eller kort, men är även en kommersiell högtid som i Sverige inträffar den sista söndagen i maj  (25 maj 2025). Dagen är officiell flaggdag i Finland och firas där den andra söndagen i maj  (11 maj 2025). I Sverige är den inte allmän flaggdag, men flaggning förekommer ofta.

## Historik
Dagen introducerades i Philadelphia 1905 av amerikanskan Anna Jarvis, efter att hennes mor, fredsaktivisten Ann Jarvis, avlidit den 9 maj. Ann Jarvis hade ägnat sig åt vård av sårade soldater (från båda sidor) under amerikanska inbördeskriget, och hon hade skapat Mother's Day Work Clubs för att rikta uppmärksamheten mot allmänna hälsofrågor. Samma år inledde Anna Jarvis en kampanj för att i samband med årsdagen av moderns död försöka få instiftat en dag som skulle hedra alla mödrar, eftersom hon ansåg att ens "mor är den person som gjort mer än någon annan för dig".
Det första mer allmänna firandet av mors dag skedde 10 maj 1908, då en gudstjänst med fokus på fjärde budet och moderskärlek hölls i en metodistkyrka i Grafton i West Virginia. Kyrkan dekorerades av Jarvis själv, och till alla besökare delades ut vita nejlikor – moderns favoritblomma. Arrangemanget sponsrades av John Wanamaker, varuhusägare i Philadelphia som samma dag arrangerade ett eget morsdagsfirande i ett av hans varuhus i staden.
Dagen spreds i resten av USA under de närmaste åren och blev 1914 officiell helgdag. President Woodrow Wilson tecknade lagförslaget som gjorde mors dag till en nationell helgdag.  Även till Europa kom seden, först till Storbritannien och sedan till Skandinavien. I Storbritannien har det funnits en äldre, folklig motsvarighet, där midfastosöndagen betecknades som "Mothering Sunday". Detta inkluderade redan 1607 en tradition att bortaboende barn på den här dagen skulle få besöka föräldrahemmet ("go a-mothering").
Ibland har man velat se ännu äldre traditioner bakom mors dag. I The Encyclopædia Britannica heter det: "En högtid som härrör från modersdyrkan i det forntida Grekland. Regelrätt modersdyrkan med ceremonier för Kybele eller Rhea, gudarnas stora moder, utövades den 15 mars över hela Mindre Asien." — (1959), band 15, sid. 849.

## Mors dag i Sverige
I Sverige firades mors dag första gången 1919 på initiativ av Cecilia Bååth-Holmberg. Året därpå gav Kommitterade för mors dag ut en skrift med råd om hur morsdagsfirandet kunde gå till. Det var dock först många decennier senare som dagen uppmärksammades i någon större omfattning. Personer födda på tidigt 1900-tal och deras barn firade inte dagen på samma sätt som idag. Uppfattningen att dagen endast tillkommit av kommersiella skäl för att handlarna skulle få sälja mera var utbredd, något som även gäller Fars dag.[källa behövs]

## Mors dag i Finland
I Finland är mors dag delvis en familjefest, men dagen har också en mera officiell och nationell prägel jämfört med firandet i Sverige. Mors dag lanserades i Finland av läraren Vilho Reima och föreningen Finlands föräldraförbund. Reima upplevde firandet av mors dag under en resa i USA 1910 och ville införa dagen också i Finland.
Reima skrev om mors dag i tidningar och försökte introducera traditionen år 1912 och 1913, men den slog inte rot. År 1918 gjorde Vilho Reima ett nytt försök och skrev en text där han framhöll varför mors dag borde firas i Föräldraförbundets tidning "Koti-lehti". Reima föreslog att festen skulle firas den 7 juli. Den dagen hölls en fest för mors dag i Alavieska och enligt flera källor är det Finlands första morsdagsfest.
I de svenskspråkiga delarna av Finland började motsvarigheten till Kotikasvatusyhdistys, Föreningen för hemuppfostran, föra ut idén 1919. Även Samfundet Folkhälsan tog upp saken och införde premiering av ”mödrar som uppfostrat många friska och duktiga barn”. Andra föreningar som började arrangera fester på mors dag var Frälsningsarmén och flera nykterhetsföreningar. Man betonade mödrarnas betydelse för hemmet och i förlängningen familjen som samhällets grund. En orsak till den snabba spridningen var att också skolorna tog upp seden. Också föreningar, sångkörer och församlingar ordnade programfester med mödrar som hedersgäster. Sedan 1927 firas mors dag andra söndagen i maj. Dagen blev officiell flaggdag 1947.
Krigen 1939-1944 gjorde att mors dag etablerades som en nationell festdag. Kvinnornas insatser under krigsåren erkändes av statsmakten 10 maj 1942, då marskalk C.G. Mannerheim förlänade Frihetskorset kollektivt åt Finlands mödrar. Sedan 1946 har presidenten delat ut utmärkelsetecknet Finlands Vita Ros till förtjänta mödrar.  En officiell riksomfattande fest har ordnats sedan 1941, först arrangerad av Befolkningsförbundet och sedan 1993 av regionförvaltningsverket och Social- och hälsovårdsministeriet. Trots att mors dag under åren fått kritik bl.a. för att vara alltför kommersiell och att framhäva idealet om kärnfamiljen har dagen alltså fortfarande en stark ställning. 
Formerna för morsdagsfirandet i familjen har till stor del lärts ut i skolorna. Eleverna lärde sig uppvakta sina mödrar med blommor och morsdagskort. Från 1950-talet blev det allt vanligare med morsdagspresenter eller att bjuda mor på restaurangbesök. Det offentliga firandet har fått förnyade former, med t.ex. konserter och programfester.

## Mors dag i olika delar av världen
I de flesta länder är mors dag en relativt nymodig företeelse som hämtat inspiration från länder i västvärlden. I många afrikanska länder har den brittiska morsdagen kopierats, trots att det på många håll har firats mödrar på en speciell dag långt innan brittiska kolonisatörer kommit. 
Mors dag firas på olika datum i olika delar av världen. Avvikelser som ”Damernas dag” och ”Kvinnornas dag” behandlas som ”Mors dag” i nedanstående tabell.
| Händelse                                    | Datum                                  | Länder |
| ------------------------------------------- | -------------------------------------- | --- |
| Andra söndagen i februari                   | 11 feb 2024 9 feb 2025 8 feb 2026      | Norge |
| Shevat 30                                   | –                                      | Israel |
| 3 mars                                      | –                                      | Georgien |
| 8 mars                                      | –                                      | Afghanistan Albanien Armenien Azerbajdzjan Bosnien och Hercegovina Bulgarien Laos Moldavien Montenegro Nordmakedonien Rumänien Ryssland Serbien Ukraina Belarus |
| 9 mars                                      | –                                      | Sydafrika |
| Fjärde söndagen i fastan (Mothering Sunday) | –                                      | Irland Nigeria Storbritannien |
| Vårdagjämningen                             | 21 mars                                | Bahrain Egypten Förenade arabemiraten Irak Jemen Jordanien Kuwait Libanon Oman Palestina Qatar Saudiarabien Sudan Syrien |
| 25 mars                                     | –                                      | Slovenien |
| 7 april                                     | –                                      | Armenien |
| Baisakh Amavasya (Mata Tirtha Aunsi)        | –                                      | Nepal |
| Första söndagen i maj                       | 5 maj 2024 4 maj 2025 3 maj 2026       | Ungern Litauen Portugal Spanien |
| 8 maj                                       | –                                      | Albanien Sydkorea (Föräldrarnas dag) |
| 10 maj                                      | –                                      | El Salvador Guatemala Mexiko |
| Andra söndagen i maj                        | 12 maj 2024 11 maj 2025 10 maj 2026    | Anguilla Aruba Australien Bahamas Bangladesh Barbados Belgien Belize Bermuda Bonaire Brasilien Brunei Bulgarien Chile Colombia Kroatien Kuba Curaçao Cypern Danmark Ecuador Estland Filippinerna Finland Ghana Grekland Grenada Honduras Hongkong Island Indien Italien Jamaica Japan Kanada Kina Lettland Malta Malaysia Myanmar Nederländerna Nya Zeeland Pakistan Peru Puerto Rico Singapore Slovakien Sydafrika Saint Lucia Saint Vincent och Grenadinerna Surinam Schweiz Taiwan Tjeckien Trinidad och Tobago Turkiet Tyskland Ukraina USA Uruguay Venezuela Zimbabwe Åland Österrike |
| 15 maj                                      | –                                      | Paraguay |
| 26 maj                                      | –                                      | Polen |
| 27 maj                                      | –                                      | Bolivia |
| Sista söndagen i maj                        | 26 maj 2024 25 maj 2025 31 maj 2026    | Algeriet Dominikanska republiken Frankrike Haiti Mauritius Marocko Sverige Tunisien |
| 30 maj                                      | –                                      | Nicaragua |
| 1 juni                                      | –                                      | Mongoliet |
| Andra söndagen i juni                       | 9 juni 2024 8 juni 2025 14 juni 2026   | Luxemburg |
| Sista söndagen i juni                       | 30 juni 2024 29 juni 2025 28 juni 2026 | Kenya |
| 12 augusti                                  | –                                      | Thailand (drottning Sirikits födelsedag) |
| Jungfru Marie himmelsfärd                   | 15 aug                                 | Belgien (Antwerpen) Costa Rica |
| Andra söndagen i oktober                    | 13 okt 2024 12 okt 2025 11 okt 2026    | Malawi |
| 14 oktober                                  | –                                      | Belarus |
| Tredje söndagen i oktober                   | 20 okt 2024 19 okt 2025 18 okt 2026    | Argentina (Día de la Madre) |
| Sista söndagen i november                   | 24 nov 2024 30 nov 2025 29 nov 2026    | Ryssland |
| 8 december                                  | –                                      | Panama |
| Mother And Child Foundation                 | 16 dec                                 | Iran Pakistan |
| 22 december                                 | –                                      | Indonesien |